# Polizeiruf 110: Der Unfall
Der Unfall ist ein deutscher Kriminalfilm von Manfred Mosblech aus dem Jahr 1982. Der Fernsehfilm beruht auf einem Roman von Jens Bahre und erschien als 80. Folge der Filmreihe Polizeiruf 110.

## Handlung
Wie so oft in letzter Zeit streiten sich Brigitte und Günter Perlbach schon am Frühstückstisch. Beide wollen am Nachmittag von Stralsund aus wie geplant auf die Insel Hiddensee übersetzen, um Brigittes Eltern in Vitte zu besuchen. Zudem wollen sie ihre Tochter besuchen, die beide wegen immer häufigeren Ehestreitigkeiten vor vier Wochen zu ihren Großeltern gegeben haben. Beide gehen vorher arbeiten, Günter fährt mit seinem Wartburg. Mit überhöhter Geschwindigkeit rast er eine von Apfelbäumen gesäumte Dorfstraße entlang und sieht zu spät den Jungen Sven, der auf dem Weg zur Schule einige Äpfel auf der Straße aufsammelt. Der Wagen erfasst den Jungen. Günter reagiert panisch. Er lässt den stark blutenden und leblosen Jungen liegen und begeht Fahrerflucht. Sven wird wenig später gefunden und ins Krankenhaus gebracht. Sein Leben kann gerettet werden. Die Verletzungen des rechten Beines sind jedoch so gravierend, dass es amputiert werden muss.
Hauptmann Peter Fuchs übernimmt die Ermittlungen. Am Unfallort wurden Lackspuren des Wagens sichergestellt und auch die Reste des zerstörten Rücklichtes. Eine großangelegte Überprüfung sämtlicher blauer PKW in Stralsund und Umgebung beginnt. Bald wird Günters Wagen gefunden: Er hatte ihn bei einem Bekannten in Bergen zur Reparatur gegeben. Günter selbst hatte die verabredete Fähre nach Hiddensee verpasst und eine spätere genommen. Brigitte empfängt ihn kühl, auch wenn das Paar wegen der Anwesenheit der Tochter freundlich zueinander ist. Beim Abendessen eröffnet Brigitte ihrer Mutter jedoch, dass sie sich von Günter scheiden lassen wird. Längst gibt es in der Ehe keine Liebe mehr und jeder macht den anderen für das Ehe-Aus verantwortlich. Brigitte hat nur mit ihrer Arbeit als Fotografin zu tun, während Günter sich hinter seinen Modellbausätzen verschanzt.
Im Radio hört Günter den Fahndungsaufruf nach dem Unfallverursacher. Am Abend berichtet er Brigitte vom Unfall und dem zurückgelassenen Kind. Brigitte überzeugt ihn davon, sich sofort am nächsten Morgen der Polizei zu stellen. Während Peter Fuchs am nächsten Morgen vom Festland aus nach Hiddensee übersetzt, um Günter zu verhaften, ist der mit Brigitte auf einer Fähre zum Festland unterwegs. Unterwegs stellt er sich die Reaktionen seines Umfeldes vor und versucht, die fällige Haftstrafe zu erahnen. Er gibt vor, frische Luft schnappen zu wollen, und stürzt sich draußen von der Fähre in den Schaproder Bodden. Brigitte sucht wenig später nach ihm und alarmiert schließlich die Besatzung, dass ihr Mann verschwunden sei. Sofort dreht das Schiff um und die Suche nach Günter beginnt. Auch das Schiff von Peter Fuchs beteiligt sich, wie auch Fischer der Insel Hiddensee zu Hilfe eilen. Günters Leiche kann jedoch nicht gefunden werden. Er hätte nur 50 Meter gen Hiddensee schwimmen müssen, um wieder festen Boden unter den Füßen zu haben, gibt einer der Helfer zu bedenken.
Tatsächlich ist Günter die Flucht zurück nach Hiddensee geglückt. Auf der Insel hat er keine Freunde, und so zieht er sich in seiner Sommerdatsche um und begibt sich schließlich zu seinem Bekannten Falstaff, der auf der Insel ein Wirtshaus hat. Hier trinken beide gemeinsam, bis Günter ihm von seiner Tat berichtet. Falstaff reagiert entsetzt und empört. Er zwingt Günter, die Polizei anzurufen, und bringt ihn schließlich persönlich zu den wartenden Ermittlern.

## Produktion
Der Unfall wurde vom 1. Oktober bis 15. Dezember 1981 unter dem Arbeitstitel Überfahrt in Stralsund, Rostock und auf den Inseln Rügen und Hiddensee gedreht. Die Kostüme des Films schuf Barbara Voigt, die Filmbauten stammen von Andreas Mücke. Der Film erlebte am 5. September 1982 im 1. Programm des Fernsehens der DDR seine Premiere. Die Zuschauerbeteiligung lag bei 58,9 Prozent.
Es war die 80. Folge der Filmreihe Polizeiruf 110. Hauptmann Peter Fuchs ermittelte in seinem 49. Fall. Die Kritik bemerkte, dass Mosblech als „Moralist unter den ‚Polizeiruf‘-Autoren […] dieses Delikt [der Fahrerflucht] mit der gleichen Gründlichkeit wie sonst auch ein Kapitalverbrechen“ behandelt. Zudem stelle er im Film die „Notwendigkeit eines harmonischen Familienlebens für die Entwicklung eines Kindes in Parallelmontagen zwischen den beiden Familien dar“. Sven wächst auf dem Dorf bei seinen Eltern auf, während Tina Perlbach als Kind von zerstrittenen Städtern zu der Großmutter abgeschoben wird.